# ヴィンチェンツォ・チマッティ
ヴィンチェンツォ・チマッティ （Vincenzo Cimatti、1879年7月15日-1965年10月6日）は、イタリア、ファエンツァ出身の司祭、宣教師、教育者、作曲家、著作家。カトリック・サレジオ修道会所属。カトリック教会の尊者。

## 来歴

### 生い立ち
6人兄弟の末っ子として、1879年7月15日、中央イタリアのエミリア地方、ラヴェンナ市の近く、陶器の産地として有名なファエンツァで生まれた。洗礼名はヴィンチェンツォ（Vincenzo）。兄弟の3人は若くして亡くなり、父親も2歳の時に死去。母親ローザは敬虔なカトリック信徒。姉のマリア・ラファエラ・チマッティも修道女となり、シスター・ラファエラとして1996年に福者とされている。兄ルイジもサレジオ会員であり、1927年12月13日にペルーで死去した。

### サレジオ修道会に入る
3歳足らずだった時、サレジオ修道会の創始者ドン・ボスコがファエンツァを訪れた。母ローザは、説教台の下でわが子を抱き上げて「ヴィンチェンツォ、ドン・ボスコをごらん」と言った。これがチマッティ神父の一番古い記憶である。以後ドン・ボスコを師と仰ぎ幼少期には兄に連れられてサレジオ会の日曜学校に通い、小中学校ともサレジオ修道会の学校を卒業。中学校ではムッソリーニと学友であった。卒業後、トリノ近くのサレジオ修道会の修練院に入り、17歳で終生誓願を立て、一生を神に捧げる決意をした。1896年、トリノ市郊外にあるサレジオ修道会のヴァルサリチェ学院に入学。1905年に司祭叙階後、同学院で20年間教師を務めた。

### 教育者として
1900年、21歳で国立パルマ音楽大学でコーラスのmaestroのディプロマを修得。音楽教師の資格を得た。1903年には国立トリノ大学農学部で自然科学の博士号を取得。神学も勉強し1905年、司祭に叙階された。1907年には同大学で哲学の博士号も取得している。「命令よりも納得」を心得として教職にあたりドン・ボスコの教育法を実践。生涯にわたってかつての生徒たちと文通を続けていたなど生徒たちにも慕われていた。学校の諸活動のために歌曲、オペレッタなどの作曲をしたほか、師範学校の学生のために教育学の教科書や、農学の教科書を出版した。
1912年から1919年まで、第一次世界大戦中、学校で教えながら、San LuigiとSan Giuseppeのオラトリオ（日曜学校）の責任も担いトリノで最初のボーイスカウトと登山グループを結成。貧しい人びとの救済のために精力的に働いた。1920年、務めていたヴァルサリチェ師範学校の校長となり、1922年からは修道院長を兼任。1925年、「教育者ドン・ボスコ」というドン・ボスコの予防教育法についての最初の本を執筆した。

### 日本へ
1923年、ローマ教皇がサレジオ修道会に日本の宣教地の一部を担当するように願った。サレジオ会の最初の宣教団の派遣から50周年にあたる1925年、9名の会員（司祭6人、修道士3人）が日本行きを指名され、46歳にして団長を拝命した。

### 来日初期
1926年2月8日に門司港に到着。2月16日宮崎で日本語の勉強を開始。一年後1927年2月よりサレジオ会がパリ外国宣教会より宮崎、大分、中津の三つの教会を受け継ぐ中で宮崎教会の主任司祭に着任。1928年、宮崎教区の教区長となり田野、高鍋、都城、別府、延岡など、次々と新しい教会を設立した。1930年、大分に「ドン・ボスコ社」を創立。同年、日本人司祭の育成を目的に中津で小神学校を設立し、1933年、宮崎へ移転させた（後の日向学院）。一方で東京への進出も果たし、三河島教会を引き受けた後、1935年、東京都練馬区で修練院、神学校、サレジオ短期大学、サレジオ会独自の教育事業「育英工芸学校」（後の育英工業高等専門学校、現在のサレジオ工業高等専門学校）を開校。「ドン・ボスコ社」の出版事業の本部も同所に設置した。
1933年、見放された年寄りや孤児たちのために宮崎で「救護院」という事業も設立し、この事業を維持するため、また発展させるために、1937年、邦人の修道女会「宮崎カリタス修道女会(現在のイエスのカリタス修道女会)の創立を同サレジオ会員のアントニオ・カヴォリ神父と共に実現した。

### 戦前、戦時中、戦後
戦前や戦時中、キリスト教が外国の宗教として厳しく監視される中で、度々コンサートを開くことで音楽を通して教会に対する好感を培うように努めた。コンサートは奄美大島から札幌、占領下の満州、北朝鮮や韓国など各地で開催され約2,000回におよんだ。演目には宗教的な曲も交えその内容を説明しながら教義を伝えていた。1940年、教会の外国人責任者に対して辞職命令が出され教区長を辞職。宮崎を去って東京に移った。旅行を制限され、一時三河島教会の主任司祭となり、1943年末以降、空爆中でも練馬のサレジオ神学校で過ごした。戦後、破壊された事業を復帰させ、サレジオ会の新しい事業設立と発展に尽力した。

### 最期
70歳で管区長を退任。2年間役職なしで神学院の図書係となり手書きで図書の目録の完成に努めた。1952年末、調布のサレジオ神学院院長に就任。1962年、83歳で退任した。1965年10月6日、86歳で死去。「日本の土になりたい」との遺言にしたがい遺体は府中カトリック墓地に土葬された後1967年10月4日、調布サレジオ神学院の新聖堂が完成に伴い、棺は府中カトリック墓地から地下聖堂に移された。

## 音楽的才能
中学校でピアノとオルガンを習い16歳で初めて作曲。来日以前イタリアでの作曲が多く、来日以降死去の2年前まで続けられた。尋常小学校国語読本の歌詞を用いて31曲を作曲したほか1940年の最初の日本語ミサ曲、「鉄砲伝来の歌」など日本の自然や歴史に関する曲、49曲のオペレッタを含め作品は950曲におよぶ。中でも日本で最初のオペラ「細川ガラシア」がよく知られている。

## 自然科学への関心
自然に対して深い関心を持ち15年間にわたりイタリアの月刊誌「農業雑誌　Rivista Agricoltura」に執筆。農学の教科書の他に、農家のための手引き書3冊を出版した。宮崎県の動植物の分類について2冊の本をまとめ、1938年、その1冊を天皇に献上。天皇より10枚の海藻の標本を受け取っている。イタリアなどの教え子たちから多くの化石が送られ、日本の教育事業の教材として貴重な資料が残っている。

## 列福調査（「尊者」認定を申請するための調査）
カトリックでは死後の優れた信徒に対して「尊者」「福者」「聖人」の称号を付与している。聖人はたとえば「聖フランシスコ」など「聖」をその名に冠する。まずその人物の生涯の調査の結果、該当者ならカトリック教会は「尊者」とする。その「取り次ぎ」（その人物に祈りを捧げることで、天国でその人物が神からの恵みを取り次いでくれるのこと）によって、もし奇跡が確認されれば、まず「福者」に、さらにもうひとつの奇跡が確認されると「聖人」へと認定される。「奇跡」とはたとえば治癒不能な病気が治癒することなど、科学で説明不可能な事案のことであり、ヴァチカン奇跡調査委員会が個別に調査し認定する出来事。チマッティ神父の場合、死後「尊者」認定を申請するために調査が行われた。サレジオ神学院の院長であったクレヴァコーレ神父が日本、イタリアでの関係者からの証言を収集。5,400通におよぶ手紙なども精査され、1976年11月26日から1978年1月24日にわたる東京教区とトリノ教区での調査のまとめ2巻と付属資料50巻が1978年6月3日教皇庁から任命された調査委員会に送られた。なお、教会法の規定により調査終了の前に司教、調査委員、医師団の立会いの元で、遺体を検案することになっており1977年11月18日、調布サレジオ神学院地下聖堂で棺を開け、検案が実施された。二人の医師の記録はこう記している。｢遺体はミイラ状態に非ず、死蝋状態に非ず、白骨化せず、全身にやや湿潤す。死臭は存せず、ただし、特別の匂あり。皮膚は弾力性あり、軟部組織は柔軟にして弾力性あり、緒関節は他動的にほとんど正常範囲まで運動可能なり。以上の所見を総合して、死後12年を経過したる死体としては、われわれ二人の医学常識によっては説明する事は不可能なものである事を認めたい｣。遺体は新しい服を着せられ、新しい石棺に安置された。
送られた資料をもとにローマで行われた調査を受けて、1991年12月21日、教皇ヨハネ・パウロ2世より「尊者」の称号が与えられた。現在は「福者」ひいては「聖人」となるため、その取り次ぎによる奇跡が待たれている。

## 資料館建設
1983年9月2日、その遺徳をたたえ、資料を保存・研究するため、サレジオ神学院敷地内にチマッティ資料館が建設された。2階建ての建物の玄関に故郷ファエンツァ市から贈呈されたビアンチーニ作による胸像が立ち、2階の窓には肖像やドン・ボスコとの出会いを描いたガエタ氏によるステンドガラスが飾られている。資料館には、チマッティ神父の生前の身の回りの品々、現在まで収集された手紙6300通、生物標本をはじめ、音楽の理論、和声など、音楽のあらゆる分野に関する授業の草案や直筆ノート、950曲におよぶ作曲の楽譜、行われたコンサートの記事などの記録、無数の写真などが残っている。